# Улан-Горхон
Ула́н-Горхо́н (бур. Улаан горхон — «красный ручей») — улус в Тункинском районе Бурятии. Входит в сельское поселение «Жемчуг».

## География
Расположен на юге Тункинской долины в 2,8 км южнее Тункинского тракта, в 4,5 км к юго-востоку от центра сельского поселения, села Жемчуг, на левом берегу речки Улан-Горхон, правого притока Иркута.

## Население
| 2002 | 2010 |
| ---- | ---- |
| 73   | ↘36  |